# Художній фонд СРСР
Художній фонд СРСР (рос. Художественный фонд СССР) — громадська організація при Спілці художників СРСР. Завданням Художнього фонду СРСР було сприяння творчій діяльності художників — членів фонду, а також покращення їх матеріального та побутового становища. Роки існування: 1940—1992.

## Історія
Художній фонд СРСР утворено постановою РНК СРСР від 4 лютого 1940 року. Останній статут затверджено 1957 року. Очолювало правління Художнього фонду СРСР.
Художній фонд СРСР мав виробничі підприємства (заводи, фабрики, комбінати, майстерні тощо), салони-магазини, будинки творчості тощо. У Москві, зокрема, Експериментальний творчо-виробничий комбінат (ЕТПК) ХФ СРСР (РРФСР). Через підприємства Художнього фонду СРСР здійснювали замовлення державних та кооперативних організацій та установ на створення творів образотворчого мистецтва, а також оформлення виставок, громадських будівель та інші роботи.
У липні 1953 року Художньому фонду СРСР передали функції Всеросійського союзу кооперативних товариств працівників образотворчого мистецтва (Всекохудожник) через його ліквідацію.
У 1990 році ХФ СРСР (РРФСР) перетворили на ТПО «Художній фонд МОСГ». У 1992 році припинив своє існування через ліквідацію Спілки художників СРСР та розпад СРСР (наказ ліквідаційної комісії Спілки художників СРСР № 3 від 27 квітня 1992 року).
Відділення Художнього фонду СРСР існували при республіканських спілках художників.
Художній фонд СРСР був організатором заходу — Всесоюзна художня лотерея (1963—1991).